# 前4世纪国家领导人列表
公元前4世纪（前400年—前301年）世界各国领导人列表。

## 亚洲

### 中国
战国时期
| 国     | 名字           | 头衔 | 家族 | 就任    | 离任    | 备注 |
| ------ | -------------- | ---- | ---- | ------- | ------- | ---- |
| 周朝   | 周安王骄       | 天子 | 姬   | 前402年 | 前376年 |      |
| 周朝   | 周烈王喜       | 天子 | 姬   | 前376年 | 前369年 |      |
| 周朝   | 周显王扁       | 天子 | 姬   | 前369年 | 前321年 |      |
| 周朝   | 周慎靓王定     | 天子 | 姬   | 前321年 | 前315年 |      |
| 周朝   | 周赧王延       | 天子 | 姬   | 前315年 | 前256年 |      |
| 西周国 | 西周威公灶     | 君   | 姬   | 前414年 | 前367年 |      |
| 西周国 | 西周惠公朝     | 君   | 姬   | 前367年 | ？      |      |
| 西周国 | 西周武公       | 君   | 姬   | ？      | ？      |      |
| 东周国 | 东周惠公班     | 君   | 姬   | 前367年 | 前360年 |      |
| 东周国 | 东周武公       | 君   | 姬   | 前360年 | ？      |      |
| 东周国 | 东周昭文君     | 君   | 姬   | ？      | ？      |      |
| 秦国   | 秦简公悼子     | 伯   | 嬴   | 前415年 | 前400年 |      |
| 秦国   | 秦惠公         | 伯   | 嬴   | 前400年 | 前387年 |      |
| 秦国   | 秦出公         | 伯   | 嬴   | 前387年 | 前385年 |      |
| 秦国   | 秦献公师隰     | 伯   | 嬴   | 前385年 | 前362年 |      |
| 秦国   | 秦孝公渠梁     | 伯   | 嬴   | 前362年 | 前338年 |      |
| 秦国   | 秦惠文王驷     | 王   | 嬴   | 前338年 | 前311年 |      |
| 秦国   | 秦武王荡       | 王   | 嬴   | 前311年 | 前307年 |      |
| 秦国   | 秦昭襄王稷     | 王   | 嬴   | 前307年 | 前251年 |      |
| 楚国   | 楚悼王熊疑     | 王   | 芈   | 前402年 | 前381年 |      |
| 楚国   | 楚肃王熊臧     | 王   | 芈   | 前381年 | 前370年 |      |
| 楚国   | 楚宣王熊良夫   | 王   | 芈   | 前370年 | 前340年 |      |
| 楚国   | 楚威王熊商     | 王   | 芈   | 前340年 | 前329年 |      |
| 楚国   | 楚怀王熊槐     | 王   | 芈   | 前329年 | 前299年 |      |
| 齐国   | 齐康公贷       | 侯   | 姜   | 前405年 | 前379年 |      |
| 齐国   | 齐太公田和     | 侯   | 田   | 前386年 | 前384年 |      |
| 齐国   | 齐侯田剡       | 侯   | 田   | 前384年 | 前375年 |      |
| 齐国   | 齐桓公田午     | 侯   | 田   | 前375年 | 前357年 |      |
| 齐国   | 齐威王田因齐   | 王   | 田   | 前357年 | 前320年 |      |
| 齐国   | 齐宣王田辟彊   | 王   | 田   | 前320年 | 前301年 |      |
| 齐国   | 齐湣王田地     | 王   | 田   | 前301年 | 前284年 |      |
| 晋国   | 晋烈公止       | 侯   | 姬   | 前416年 | 前389年 |      |
| 晋国   | 晋孝公颀       | 侯   | 姬   | 前389年 | 前357年 |      |
| 晋国   | 晋静公俱酒     | 侯   | 姬   | 前357年 | 前349年 |      |
| 韩国   | 韩景侯虔       | 侯   | 姬   | 前403年 | 前400年 |      |
| 韩国   | 韩烈侯取       | 侯   | 姬   | 前400年 | 前387年 |      |
| 韩国   | 韩文侯屯蒙     | 侯   | 姬   | 前387年 | 前377年 |      |
| 韩国   | 韩哀侯         | 侯   | 姬   | 前377年 | 前374年 |      |
| 韩国   | 韩共侯若山     | 侯   | 姬   | 前374年 | 前363年 |      |
| 韩国   | 韩昭侯武       | 侯   | 姬   | 前363年 | 前333年 |      |
| 韩国   | 韩宣惠王康     | 王   | 姬   | 前333年 | 前312年 |      |
| 韩国   | 韩襄王仓       | 王   | 姬   | 前312年 | 前296年 |      |
| 魏国   | 魏文侯斯       | 侯   | 姬   | 前403年 | 前396年 |      |
| 魏国   | 魏武侯击       | 侯   | 姬   | 前396年 | 前370年 |      |
| 魏国   | 魏惠王罃       | 王   | 姬   | 前370年 | 前319年 |      |
| 魏国   | 魏襄王嗣       | 王   | 姬   | 前319年 | 前296年 |      |
| 赵国   | 赵烈侯籍       | 侯   | 嬴   | 前403年 | 前400年 |      |
| 赵国   | 赵武侯         | 侯   | 嬴   | 前400年 | 前387年 |      |
| 赵国   | 赵敬侯章       | 侯   | 嬴   | 前387年 | 前375年 |      |
| 赵国   | 赵成侯种       | 侯   | 嬴   | 前375年 | 前350年 |      |
| 赵国   | 赵肃侯语       | 侯   | 嬴   | 前350年 | 前326年 |      |
| 赵国   | 赵武灵王雍     | 王   | 嬴   | 前326年 | 前299年 |      |
| 宋国   | 宋悼公购由     | 公   | 子   | 前404年 | 前385年 |      |
| 宋国   | 宋休公田       | 公   | 子   | 前385年 | 前363年 |      |
| 宋国   | 宋桓侯辟兵     | 公   | 子   | 前363年 | 前356年 |      |
| 宋国   | 宋君（戴）剔成 | 公   | 子   | 前356年 | 前329年 |      |
| 宋国   | 宋王偃         | 王   | 子   | 前329年 | 前286年 |      |
| 鲁国   | 鲁穆公显       | 侯   | 姬   | 前416年 | 前383年 |      |
| 鲁国   | 鲁共公奋       | 侯   | 姬   | 前383年 | 前353年 |      |
| 鲁国   | 鲁康公屯       | 侯   | 姬   | 前353年 | 前344年 |      |
| 鲁国   | 鲁景公匽       | 侯   | 姬   | 前344年 | 前323年 |      |
| 鲁国   | 鲁平公叔       | 侯   | 姬   | 前323年 | 前303年 |      |
| 鲁国   | 鲁文公贾       | 侯   | 姬   | 前303年 | 前280年 |      |
| 卫国   | 卫慎公颓       | 侯   | 姬   | 前415年 | 前383年 |      |
| 卫国   | 卫声公训       | 侯   | 姬   | 前383年 | 前372年 |      |
| 卫国   | 卫成侯遫       | 侯   | 姬   | 前372年 | 前343年 |      |
| 卫国   | 卫平侯南劲     | 侯   | 姬   | 前343年 | 前335年 |      |
| 卫国   | 卫嗣君         | 侯   | 姬   | 前335年 | 前283年 |      |
| 郑国   | 鄭繻公骀       | 伯   | 姬   | 前423年 | 前396年 |      |
| 郑国   | 郑康公乙       | 伯   | 姬   | 前396年 | 前375年 |      |
| 燕国   | 燕后简公载     | 侯   | 姬   | 前415年 | 前373年 |      |
| 燕国   | 燕后桓公       | 侯   | 姬   | 前373年 | 前362年 |      |
| 燕国   | 燕后文公       | 侯   | 姬   | 前362年 | 前333年 |      |
| 燕国   | 燕易王         | 王   | 姬   | 前333年 | 前321年 |      |
| 燕国   | 燕王哙         | 王   | 姬   | 前321年 | 前318年 |      |
| 燕国   | 子之           | 王   | 姬   | 前318年 | 前314年 |      |
| 燕国   | 燕昭王职       | 王   | 姬   | 前312年 | 前279年 |      |
| 邹国   | 鄒穆公         | 子   | 曹   | ？      | ？      |      |
| 滕国   | 滕定公         | 侯   | 姬   | ？      | 前327年 |      |
| 滕国   | 滕文公         | 侯   | 姬   | 前327年 | ？      |      |
| 越国   | 翳             | 王   | 姒   | 前411年 | 前375年 |      |
| 越国   | 错枝           | 王   | 姒   | 前375年 | 前373年 |      |
| 越国   | 无余           | 王   | 姒   | 前373年 | 前361年 |      |
| 越国   | 无颛           | 王   | 姒   | 前361年 | 前343年 |      |
| 越国   | 无彊           | 王   | 姒   | 前343年 | 前306年 |      |
| 中山国 | 中山桓公       | 侯   | 姬   | 前380年 | 前350年 |      |
| 中山国 | 中山成公       | 侯   | 姬   | 前350年 | 前328年 |      |
| 中山国 | 中山王𰯼       | 王   | 姬   | 前328年 | 前310年 |      |
| 中山国 | 中山王𫲨𧊒     | 王   | 姬   | 前310年 | 前299年 |      |
| 蜀国   | 芦子霸王       | 王   |      | ？      | 前316年 |      |

### 古朝鲜
箕子朝鲜
| 名字 | 头衔 | 在任             | 备注 |
| ---- | ---- | ---------------- | ---- |
| 儁   | 国王 | 前413年－前385年 |      |
| 谓   | 国王 | 前385年－前369年 |      |
| 贺   | 国王 | 前369年－前361年 |      |
| 华   | 国王 | 前361年－前342年 |      |
| 诩   | 国王 | 前342年－前315年 |      |
| 煜   | 国王 | 前315年－前290年 |      |

### 日本
| 名       | 家族     | 就任          | 离任          |
| -------- | -------- | ------------- | ------------- |
| 孝昭天皇 | （天皇） | 前475年1月9日 | 前393年8月5日 |
| 孝安天皇 | （天皇） | 前392年1月7日 | 前291年1月9日 |

### 越南
| 名字   | 头衔   | 家族 | 就任    | 离任    | 备注 |
| ------ | ------ | ---- | ------- | ------- | ---- |
| 雄璿王 | 鴻龐氏 |      | 前408年 | 前258年 |      |

### 印度
- 摩揭陀：幼龙王朝（列表）

- 悉输那伽（Shishunaga），国王（前413年–前395年）
- 迦罗输伽，国王（前395年–前367年）
- 摩诃难丁（Mahanandin），国王（前367年–前345年）

- 摩揭陀：难陀王朝（列表）

- 摩訶帕德摩·難陀，皇帝（约前345年–约前329年）
- 达那·难陀（Dhana Nanda），皇帝（约前329年–约前321年）

- 孔雀王朝（列表）

- 旃陀罗笈多，皇帝（前324年–前297年）

### 斯里兰卡
- 阿努拉德普拉王国：毘阇耶王朝（列表）

- 槃陀迦阿巴耶，国王（前437年–前367年）
- 穆多湿婆，国王（前367年–前307年）
- 提婆南毗耶·帝沙（天爱帝须），国王（前307年–前267年）

### 中东
- 波斯帝国：阿契美尼德王朝（列表）

- 阿尔塔薛西斯二世，万王之王、沙阿（前404年–前358年）
- 阿尔塔薛西斯三世，万王之王、沙阿（前358年–前338年）
- 阿尔塞斯，万王之王、沙阿（前338年–前336年）
- 大流士三世，万王之王、沙阿（前336年–前330年）
- 貝蘇斯，万王之王、沙阿（前330年–前329年）

- 安提柯王朝

- 安提柯一世，叙利亚和小亚细亚之王（前306年–前301年）

- 亚美尼亚王国（列表）

- 奧隆提德一世（Orontes I），總督（前401年–前344年）
- 大流士三世，總督（约前344年–前336年）
- 奧隆提德二世（Orontes II），国王（前336年–前331年）
- 米特蘭尼斯（Mithrenes），国王（前331年–前317年）
- 涅俄普托勒摩斯，總督（前323年–前321年）
- 歐邁尼斯，国王（前321年–前321年）
- 奧隆提德三世（Orontes III），国王（前321年–前260年）

- 比提尼亞

- 比提尼亞的巴斯，领主（前376年–前326年）
- 芝普特斯一世

- 领主（前326年–前297年）
- 国王（前297年–前278年）

- 卡帕多细亚（列表）

- 达塔迈斯（约前380年—前362年）
- 阿里阿拉内斯一世（前362年—前350年）
- 阿里阿拉特一世

- 總督（前350年–前331年）
- 国王（前331年–前322年）

- 阿里阿拉特二世，国王（前301年–前280年）

- 博斯普鲁斯王国：斯帕尔多库斯王朝

- Satyrus I，国王（前433年–前389年）
- Seleucus，国王（前433年–前393年）
- Leucon I，国王（前389年–前349年）
- Gorgippus，国王（前389年–前349年）
- Spartacus II，国王（前349年–前344年）
- Pairisades I，国王（前349年–前311年）
- Satyrus II，国王（前311年–前310年）
- Prytanis，国王（前310年）
- Eumelos，国王（前310年–前304年）
- Spartacus III，国王（前304年–前284年）

- 科尔基斯王国

- Akes，国王（前4世纪后期）
- Kuji，国王（前325年–前280年）

- 塞琉古帝国

- 塞琉古一世，国王（前305年–前281年）

## 欧洲

### 巴尔干半岛
馬其頓王國：阿吉德王朝
- 阿奇拉一世，国王（前413年–前399年）
- 克拉特鲁斯（Craterus），国王（前399年）
- 奥雷斯特斯（Orestes），国王（前399年–前396年）
- 埃洛普斯二世，国王（前399年–前393年）
- 阿奇拉二世，国王（前396年–前393年）
- 阿敏塔斯二世（Amyntas II），国王（前393年）
- 保萨尼阿斯（Pausanias），国王（前393年）
- 阿吉乌斯二世，国王（前393年–前392年）
- 阿明塔斯三世，国王（前392年–前370年）
- 亞歷山大二世，国王（前370年–前368年）
- 阿羅洛斯的托勒密，摄政（前368年–前365年）
- 佩爾狄卡斯三世，国王（前368年–前359年）
- 阿敏塔斯四世，国王（前359年）
- 腓力二世，国王（前359年–前336年）
- 亚历山大三世大帝，国王（前336年–前323年）
- 腓力三世，国王（前323年–前317年）
- 亞歷山大四世，国王（前317年–前309年）

伊庇魯斯同盟
- Tharrhypas，国王（前430年–前392年）
- 阿爾塞塔斯一世（Alcetas I），国王（前390年、前385年–前370年）
- 涅俄普托勒摩斯一世，国王（前370年–前357年、前317年–前313年）
- 阿瑞巴斯（Arybbas），国王（前373年–前343年）
- 亞歷山大一世，国王（前342年–前331年）
- 埃阿喀得斯，国王（前330年–前317年）
- 阿爾塞塔斯二世，国王（前313年–前306年）
- 皮洛士，国王（前307年–前302年、前297年–前272年）
- 涅俄普托勒摩斯二世，国王 (前302年–前297年)

雅典执政官
- 塞南纳图斯 前401年-前400年
- 拉黑斯 前400年-前399年
- 阿里斯托科拉通 前399年-前398年：苏格拉底审判和死亡。
- 尤赛克里斯 前398年-前397年
- 索尼亚德斯 前397年-前396年
- 福尔米翁 前396年-前395年
- 迪奥普哈杜斯 前395年-前394年：雅典加入反对斯巴达的科林斯战争。
- 艾布里德斯 前394年-前393年
- 德莫斯特拉图斯 前393年-前392年
- 普伊洛克勒斯 前392年-前391年
- 尼克特勒斯 前391年-前390年
- 德莫斯特拉图斯 前390年-前389年
- 安提帕特鲁斯 前389年-前388年
- 皮尔及翁 前388年-前387年
- 西奥多托斯 前387年-前386年
- 米斯提奇德斯 前386年-前385年
- 德西特乌斯 前385年-前384年
- 迪特雷普赫斯 前384年-前383年
- 法诺斯特拉堤斯 前383年-前382年
- 艾文德鲁斯 前382年-前381年
- 德莫普希鲁斯 前381年-前380年
- 皮西亚斯 前380年-前379年
- 尼康 前379年-前378年
- 纳斯尼库斯 前378年-前377年：雅典重建提洛同盟。
- 卡莱斯 前377年-前376年
- 查理桑德鲁斯 前376年-前375年
- 希波达玛斯 前375年-前374年
- 索卡拉提德斯 前374年-前373年
- 亚斯特伊乌斯 前373年-前372年
- 阿尔希特纳斯 前372年-前371年
- 弗拉希科莱代斯 前371年-前370年：斯巴达被底比斯在留克特拉战役中打败。底比斯成为希腊霸主。
- 迪西尼图斯 前370年-前369年
- 吕西斯特拉图 前369年-前368年
- 那希盖诺 前368年-前367年
- 波利捷卢斯 前367年-前366年
- 基费索多罗 前366年-前365年
- 希翁 前365年-前364年
- 提莫克拉特斯 前364年-前363年
- 查理卡雷德 前363年-前362年
- 莫隆 前362年-前361年：底比斯与斯巴达爆发曼丁尼亚战役底比斯虽然获胜，但是，底比斯名将伊巴密浓达却在此役中阵亡，底比斯的霸权开始动摇。
- 尼克普赫姆斯 前361年-前360年
- 卡里米德斯 前360年-前359年
- 奥查理里图斯 前359年-前358年
- 西普西索多图斯 前358年-前357年
- 阿伽索科莱斯 前357年-前356年
- 埃尔皮纳斯 前356年-前355年
- 卡里斯特 前355年-前354年
- 迪奥特姆斯 前354年-前353年
- 图德姆斯 前353年-前352年
- 阿里斯托德姆斯 前352年-前351年
- 特尔鲁斯 前351年-前350年
- 阿波罗多罗斯 前350年-前349年
- 卡利马科斯 前349年-前348年
- 提阿 前348年-前347年
- 米斯托克利 前347年-前346年
- 阿奇亚斯 前346年-前345年
- 艾布鲁斯 前345年-前344年
- 里希库斯 前344年-前343年
- 皮特奥多图斯 前343年-前342年
- 索西吉斯 前342年-前341年
- 尼科马库斯 前341年-前340年
- 泰奥弗拉斯 前340年-前339年
- 莱什玛奇德 前339年-前338年：雅典加入反对马其顿称霸希腊的战争，在喀罗尼亚战役中被马其顿国王腓力二世打败，马其顿开始称霸希腊。
- 萨龙达斯 前338年-前337年：马其顿成立科林斯同盟，除斯巴达外的所有希腊城邦都要服从马其顿的领导。
- 普律尼科司 前337年-前336年
- 皮托代勒 前336年-前335年
- 埃育阿依奈托 前335年-前334年
- 科太希科留斯 前334年-前333年
- 尼扣科拉图 前333年-前332年
- 尼西特斯 前332年-前331年
- 阿里斯托芬 前331年-前330年
- 阿里斯托普宏 前330年-前329年
- 西普西索普宏 前329年-前328年
- 埃育叙科里托 前328年-前327年
- 赫格莫 前327年-前326年
- 奇雷米斯 前326年-前325年
- 安迪卡洛斯 前325年-前324年
- 海盖希阿斯 前324年-前323年
- 基费索多罗 前323年-前322年：马其顿国王亚历山大大帝去世，众将领开始分割他的帝国遂爆发继业者战争。

斯巴达国王
- 欧里庞提德世系

- 阿基斯二世，国王（约前427年–前401/前400年）
- 阿格西莱二世，国王（约前401/400年–前360年）
- 阿基达姆斯三世，国王（约前360年–前338年）
- 亞基斯三世，国王（约前338年–前331年）

- 亚基亚德世系

- 波桑尼阿斯 前409年-前395年
- 阿吉西波里斯一世 前395年-前380年
- 克列欧姆布洛托斯一世 前380年-前371年
- 阿吉西波里斯二世 前371年-前369年
- 克列奥蒙尼二世 前369年-前309年
- 阿莱乌斯一世 前309年-前265年

色雷斯：奥德里斯王国
- Amadocus I，国王（前408年–前389年）
- Seuthes II，国王（前405年–前387年）
- Hebryzelmis，国王（前387年–前383年）
- Cotys I，国王（前384年–前359年）
- Cersobleptes，东色雷斯国王（前359年–前341年）
- Berisades，西色雷斯国王（前359年–前352年）
- Amatokos II，中色雷斯国王（前359年–前351年）
- Cetriporis，西色雷斯国王（前356年–前351年）
- Teres II，中色雷斯国王（前351年–前342年）
- Seuthes III，国王（前331年–前300年）

培奥尼亚
- Agis，国王（?–前359年）
- Lycceius，国王（前356年–前340年）
- Patraus，国王（前340年–前315年）
- Audoleon，国王（前315年–前285年）

達契亞
- Histrianorum，国王（约前339年）
- Cothelas，国王（前4世纪）

### 亚平宁半岛
罗马共和国执政官：
- 前400年 军政官：P. Licinius Calvus Esquilinus、P. Maelius Capitolinus、P. Manlius Vulso、Sp. Furius Medullinus、L. Titinius Pansa Saccus、L. Publilius Philo Vulscus
- 前399年 军政官：Cn. Genucius Augurinus、C. Duillius Longus、L. Atilius Priscus、M. Veturius Crassus Cicurinus、M. Pomponius Rufus、Volero Publilius Philo
- 前398年 军政官： L. Valerius Potitus、Lucius Furius Medullinus、M. Valerius Lactucinus Maximus、Q. Servilius Fidenas、马库斯·福利乌斯·卡米卢斯、Q. Sulpicius Camerinus Cornutus
- 前397年 军政官：L. Iulius Iullus、Aulus Postumius Albinus Regillensis、Lucius Furius Medullinus、P. Cornelius Maluginensis、L. Sergius Fidenas、A. Manlius Vulso Capitolinus
- 前396年 军政官：L. Titinius Pansa Saccus、Q. Manlius Vulso Capitolinus、P. Licinius Calvus Esquilinus、Cn. Genucius Augurinus、P. Maelius Capitolinus、L. Atilius Priscus
- 前395年 军政官：P. Cornelius Cossus、Lucius Furius Medullinus、P. Cornelius Scipio、Q. Servilius Fidenas、Caeso Fabius Ambustus、M. Valerius Lactucinus Maximus
- 前394年 军政官：马库斯·福利乌斯·卡米卢斯、L. Valerius Potitus Poplicola、Lucius Furius Medullinus、Spurius Postumius Albinus Regillensis、C. Aemilius Mamercinus、P. Cornelius Scipio
  - 独裁官：马尔库斯·弗里乌斯·卡米鲁斯
- 前393年 卢基乌斯·瓦莱里乌斯·波蒂图斯 I；普布利乌斯（或塞尔维乌斯）·科尔内利乌斯·马鲁吉内恩西斯
  - 补任：卢基乌斯·卢克莱修·特里基皮蒂努斯·弗拉乌斯；塞尔维乌斯·苏尔皮基乌斯·卡梅里努斯
- 前392年 卢基乌斯·瓦莱里乌斯·波蒂图斯 II；马尔库斯·曼利乌斯·卡皮托利努斯
- 前391年 军政官：L. Lucretius Tricipitinus Flavus、L. Furius Medullinus、Ser. Sulpicius Camerinus、Agrippa Furius Fusus、L. Aemilius Mamercinus、C. Aemilius Mamercinus
- 前390年 卢基乌斯·瓦莱里乌斯·波蒂图斯 II；马尔库斯·曼利乌斯
  - 军政官[a]：Quintus Fabius Ambustus、Q. Sulpicius Longus、Caeso Fabius Ambustus、Q. Servilius Fidenas、Numerius Fabius Ambustus、P. Cornelius Maluginensis
- 前389年 军政官：L. Valerius Potitus Poplicola、Aulus Manlius Capitolinus、L. Verginius Tricostus Esquilinus (II?)、L. Aemilius Mamercinus、P. Cornelius、L. Postumius Albinus Regillensis
- 前388年 独裁官：马尔库斯·弗里乌斯·卡米鲁斯
  - 军政官[b]：T. Quinctius Cincinnatus Capitolinus、Q. Servilius Fidenas、L. Iulius Iullus、L. Aquillius Corvus、L. Lucretius Tricipitinus Flavus、Ser. Sulpicius Rufus
- 前387年 军政官：L. Papirius Cursor、Cn. Sergius Fidenas Coxo、L. Aemilius Mamercinus、Licinus Menenius Lanatus、L. Valerius Potitus Poplicola
- 前386年 军政官：马库斯·福利乌斯·卡米卢斯、Ser. Cornelius Maluginensis、Q. Servilius Fidenas、L. Quinctius Cincinnatus、L. Horatius Pulvillus、P. Valerius Potitus Poplicola
- 前385年 独裁官：马尔库斯·弗里乌斯·卡米鲁斯
  - 军政官[c]：Aulus Manlius Capitolinus、P. Cornelius、T. Quinctius (Cincinnatus?) Capitolinus、L. Papirius Cursor、L. Quinctius Capitolinus、Cn. Sergius Fidenas Coxo
- 前384年 军政官： Consular Tribunes：Ser. Cornelius Maluginensis、P. Valerius Potitus Poplicola、马库斯·福利乌斯·卡米卢斯、Ser. Sulpicius Rufus、C. Papirius Crassus、T. Quinctius Cincinnatus Capitolinus
- 前383年 军政官：L. Valerius Potitus Poplicola、Aulus Manlius Capitolinus、Ser. Sulpicius Rufus、L. Lucretius Tricipitinus Flavus、L. Aemilius Mamercinus、M. Trebonius
- 前382年 军政官：Sp. Papirius Crassus、L. Papirius Mugillanus、Ser. Cornelius Maluginensis、Q. Servilius Fidenas、C. Sulpicius Camerinus、L. Aemilius Mamercinus V
- 前381年 军政官：马库斯·福利乌斯·卡米卢斯、A. Postumius Albinus Regillensis、L. Postumius Albinus Regillensis、L. Furius Medullinus、L. Lucretius Tricipitinus Flavus、M. Fabius Ambustus
- 前380年 独裁官：马尔库斯·弗里乌斯·卡米鲁斯
  - 军政官： Consular Tribunes：L. Valerius Potitus Poplicola、P. Valerius Potitus Poplicola、Ser. Cornelius Maluginensis、Licinus Menenius Lanatus、C. Sulpicius Peticus、L. Aemilius Mamercinus、Cn. Sergius Fidenas Coxo、Ti. Papirius Crassus、L. Papirius Mugillanus
- 前379年 军政官：Consular Tribunes：P. Manlius Capitolinus、Cn. Manlius Vulso、L. Iulius Iullus、C. Sextilius、Lucius Albinius、L. Antistius、P. Trebonius、C. Erenucius?
- 前378年 普布利乌斯·曼利乌斯；卢基乌斯·尤利乌斯
  - 军政官：Consular Tribunes：Sp. Furius Medullinus、Q. Servillius Fidenas、Licinus Menenius Lanatus、P. Cloelius Siculus、M. Horatius Pulvillus、L. Geganius Macerinus
- 前377年 军政官：Consular Tribunes：L. Aemilius Mamercinus、P. Valerius Potitus Poplicola、C. Veturius Crassus Cicurinus、Ser. Sulpicius Rufus or: Servius Sulpicius Praetextatus、L. Quinctius Cincinnatus、C. Quinctius Cincinnatus
- 前376年 军政官：Consular Tribunes：L. Papirius Mugillanus、Licinus Menenius Lanatus、Ser. Cornelius Maluginensis、Servius Sulpicius Praetextatus
- 前375年 军政官：被平民保民官选举否决
- 前374年 军政官：被平民保民官选举否决
- 前373年 军政官：被平民保民官选举否决
- 前372年 军政官：被平民保民官选举否决
- 前371年 军政官[d]：
- 前370年 军政官：Consular Tribunes：Aulus Manlius Capitolinus、L. Furius Medullinus、Servius Sulpicius Praetextatus、Ser. Cornelius Maluginensis、C. Valerius Potitus Volusus、P. Valerius Potitus Poplicola
- 前369年 军政官：Consular Tribunes：Q. Servilius Fidenas、C. Veturius Crassus Cicurinus、A. Cornelius Cossus、M. Cornelius Maluginensis、Q. Quinctius Cincinnatus、M. Fabius Ambustus
- 前368年 军政官：Consular Tribunes：Ser. Cornelius Maluginensis、Servius Sulpicius Praetextatus、Sp. Servilius Structus、T. Quinctius Cincinnatus Capitolinus、L. Papirius Crassus、L. Veturius Crassus Cicurinus
- 前367年 军政官：onsular Tribunes：A. Cornelius Cossus、M. Cornelius Maluginensis、M. Geganius Macerinus、P. Manlius Capitolinus、L. Veturius Crassus Cicurinus、P. Valerius Potitus Poplicola
- 前366年[e] 卢基乌斯·埃米利乌斯·马梅尔基努斯 I；卢基乌斯·塞克斯蒂乌斯
- 前365年 卢基乌斯·格努基乌斯·阿文蒂内恩西斯 I；昆图斯·塞尔维利乌斯·阿哈拉 I
- 前364年 盖乌斯·李锡尼·斯托洛 I；盖乌斯·苏尔皮基乌斯·佩蒂库斯 I
- 前363年 卢基乌斯·埃米利乌斯·马梅尔基努斯 II；格奈乌斯·格努基乌斯·阿文蒂内恩西斯
- 前362年 卢基乌斯·格努基乌斯·阿文蒂内恩西斯 II；昆图斯·塞尔维利乌斯·阿哈拉 II
- 前361年 盖乌斯·李锡尼·斯托洛 II；盖乌斯·苏尔皮基乌斯·佩蒂库斯 II
- 前360年 马尔库斯·费边·安布斯图斯 I；盖乌斯·波埃特利努斯·利波·维索卢斯 I
- 前359年 马尔库斯·波皮利乌斯·拉埃纳斯 I；格奈乌斯·曼利乌斯·卡皮托利努斯·因佩里奥苏斯 I
- 前358年 盖乌斯·费边·安布斯图斯；盖乌斯·普拉乌蒂乌斯·普罗库卢斯
- 前357年 格奈乌斯·曼利乌斯·卡皮托利努斯·因佩里奥苏斯 II；盖乌斯·马尔基乌斯·鲁蒂卢斯 I
- 前356年 马尔库斯·费边·安布斯图斯 II；马尔库斯·波皮利乌斯·拉埃纳斯 II
- 前355年 盖乌斯·苏尔皮基乌斯·佩蒂库斯 III；马尔库斯·瓦莱里乌斯·波普利科拉 I
- 前354年 马尔库斯·费边·安布斯图斯 III；提图斯·昆克蒂乌斯·波埃努斯·卡皮托利努斯·克里斯皮努斯 I
- 前353年 盖乌斯·苏尔皮基乌斯·佩蒂库斯 IV；马尔库斯·瓦莱里乌斯·波普利科拉 II
- 前352年 盖乌斯·马尔基乌斯·鲁蒂卢斯 II；普布利乌斯·瓦莱里乌斯·波普利科拉
- 前351年 盖乌斯·苏尔皮基乌斯·佩蒂库斯 V；提图斯·昆克蒂乌斯·波埃努斯·卡皮托利努斯·克里斯皮努斯 II
- 前350年 马尔库斯·波皮利乌斯·拉埃纳斯 III；卢基乌斯·科尔内利乌斯·西庇阿
- 前349年 卢基乌斯·弗里乌斯·卡米卢斯；阿庇乌斯·克劳狄·克拉苏·因雷吉莱恩西斯
- 前348年 马尔库斯·瓦莱里乌斯·科尔乌斯 I；马尔库斯·波皮利乌斯·拉埃纳斯 IV
- 前347年 盖乌斯·普拉乌蒂乌斯·维诺克斯（或维诺）·希普萨埃奥；提图斯·曼利乌斯·因佩里奥苏斯·托尔卡图斯 I
- 前346年 马尔库斯·瓦莱里乌斯·科尔乌斯 II；盖乌斯·波埃特利努斯·利波·维索卢斯 II
- 前345年 马尔库斯·费边·多尔苏奥；塞尔维乌斯·苏尔皮基乌斯·卡梅里努斯·鲁弗斯
- 前344年 盖乌斯·马尔基乌斯·鲁蒂卢斯 III；提图斯·曼利乌斯·因佩里奥苏斯·托尔卡图斯 II
- 前343年 马尔库斯·瓦莱里乌斯·科尔乌斯 III；奥卢斯·科尔内利乌斯·科苏斯·阿尔维纳 I
- 前342年 昆图斯·塞尔维利乌斯·阿哈拉 III；盖乌斯·马尔基乌斯·鲁蒂卢斯 IV
- 前341年 盖乌斯·普拉乌蒂乌斯·维诺克斯（或维诺）；卢基乌斯·埃米利乌斯·马梅尔基努斯·普里维尔纳斯
- 前340年 提图斯·曼利乌斯·因佩里奥苏斯·托尔卡图斯 III；普布利乌斯·德西乌斯·穆斯
- 前339年 昆图斯·普布利利乌斯·斐洛 I；提贝里乌斯·埃米利乌斯·马梅尔基努斯
- 前338年 卢基乌斯·弗里乌斯·卡米卢斯 I；盖乌斯·迈尼乌斯
- 前337年 盖乌斯·苏尔皮基乌斯·隆古斯 I；普布利乌斯·埃利乌斯·帕埃图斯
- 前336年 卢基乌斯·帕皮里乌斯·克拉苏；凯索（或盖乌斯）·杜伊利乌斯
- 前335年 马尔库斯·阿蒂利乌斯·雷古鲁斯·卡雷努斯；马尔库斯·瓦莱里乌斯·科尔乌斯 IV
- 前334年 提图斯·维图里乌斯·卡尔维努斯 I；斯普里乌斯·波斯图米乌斯·阿尔比努斯（或考迪努斯）I
- 前333年 独裁官：普布利乌斯·科尔内利乌斯·鲁菲努斯
- 前332年 格奈乌斯·多米蒂乌斯·卡尔维努斯；奥卢斯·科尔内利乌斯·科苏斯·阿尔维纳 II
- 前331年 盖乌斯·瓦莱里乌斯·波蒂图斯（或弗拉库斯）；马尔库斯·克劳狄·马尔凯卢斯
- 前330年 卢基乌斯·帕皮里乌斯·克拉苏 I；卢基乌斯·普拉乌蒂乌斯·维诺
- 前329年 卢基乌斯·埃米利乌斯·马梅尔基努斯·普里维尔纳斯 II；盖乌斯·普拉乌蒂乌斯·德基安努斯
- 前328年 卢基乌斯·帕皮里乌斯·克拉苏 II；卢基乌斯·普拉乌蒂乌斯·维诺克斯（或维诺）
- 前327年 卢基乌斯·科尔内利乌斯·莱恩图卢斯；昆图斯·普布利利乌斯·斐洛 II
- 前326年 卢基乌斯·帕皮里乌斯·库尔索尔 I；盖乌斯·波埃特利乌斯·利波·维索卢斯；
- 前335年 卢基乌斯·弗里乌斯·卡米卢斯 II；德基姆斯·尤尼乌斯·布鲁图·斯卡埃瓦
- 前324年 独裁官：卢基乌斯·帕皮里乌斯·库尔索尔
- 前323年 盖乌斯·苏尔皮基乌斯·隆古斯 II；昆图斯·奥利乌斯·凯雷塔努斯 I
- 前322年 昆图斯·费边·马克西姆斯·鲁利安努斯 I； 卢基乌斯·弗尔维乌斯·库尔乌斯
- 前321年 提图斯·维图里乌斯·卡尔维努斯 II；斯普里乌斯·波斯图米乌斯·阿尔比努斯（或考迪努斯）II
- 前320年 卢基乌斯·帕皮里乌斯·库尔索尔 II；昆图斯·普布利利乌斯·斐洛 III
- 前319年 卢基乌斯·帕皮里乌斯·库尔索尔 III；昆图斯·奥利乌斯·凯雷塔努斯 II
- 前318年 马尔库斯·佛斯利乌斯（或佛利乌斯）·弗拉克基纳托尔；卢基乌斯·普拉乌蒂乌斯·维诺克斯（或维诺）
- 前317年 盖乌斯·尤尼乌斯·布布尔库斯·布鲁图 I；昆图斯·埃米利乌斯·巴尔布拉
- 前316年 斯普里乌斯·纳乌蒂乌斯·鲁蒂卢斯；马尔库斯·波皮利乌斯·拉埃纳斯
- 前315年 卢基乌斯·帕皮里乌斯·库尔索尔 IV；昆图斯·普布利利乌斯·斐洛 IV
- 前314年 马尔库斯·波埃特利乌斯·利波；盖乌斯·苏尔皮基乌斯·隆古斯 III
- 前313年 卢基乌斯·帕皮里乌斯·库尔索尔 V；盖乌斯·尤尼乌斯·布布尔库斯·布鲁图 II
- 前312年 普布利乌斯·德西乌斯·穆斯 I；马尔库斯·瓦莱里乌斯·马克西穆斯·科尔里努斯
- 前311年 盖乌斯·尤尼乌斯·布布尔库斯·布鲁图 III；昆图斯·埃米利乌斯·巴尔布拉 II
- 前310年 昆图斯·费边·马克西穆斯·鲁利安努斯 II；盖乌斯·马尔基乌斯·鲁蒂卢斯（或肯索里努斯）
- 前309年 独裁官：卢基乌斯·帕皮里乌斯·库尔索尔
- 前308年 普布利乌斯·德西乌斯·穆斯 II；昆图斯·费边·马克西穆斯·鲁利安努斯 III
- 前307年 阿庇乌斯·克劳狄·卡埃库斯；卢基乌斯·沃伦尼乌斯·弗拉马·维奥莱恩斯
- 前306年 昆图斯·马尔基乌斯·特雷穆卢斯 I；普布利乌斯·科尔内利乌斯·阿尔维纳 I
- 前305年 卢基乌斯·波斯图米乌斯·梅格卢斯 I；提贝里乌斯·米努基乌斯·奥古里努斯 
  - 补任：马尔库斯·弗尔维乌斯·库尔乌斯·帕埃蒂努斯
- 前304年 普布利乌斯·塞姆普罗尼乌斯·索弗斯；普布利乌斯·苏尔皮基乌斯·萨维里奥
- 前303年 塞尔维乌斯·科尔内利乌斯·莱恩图卢斯；卢基乌斯·格努基乌斯·阿维恩蒂内恩西斯
- 前302年 马尔库斯·李维·登特尔；马尔库斯·埃米利乌斯·保卢斯
- 前301年 独裁官：马尔库斯·瓦莱里乌斯·马克西穆斯·鲁利安努斯

叙拉古
- 大狄奥尼西奥斯，僭主（前405年–前367年）
- 小狄奥尼西奥斯，僭主（前367年–前356年，前346年–前344年）
- 狄翁，僭主（前357年–前355年）
- Calippus，僭主（前355年–前353年）
- Hipparinus，僭主（前353年–约前350年）
- Nysaeus，僭主（约前350年–前346年）
- 泰摩利昂（前345年–前337年）
- 阿加托克利斯，僭主（前317年–前289年）

## 非洲

### 迦太基
- 迦太基

Didonian
- Himilco II，国王（前406年–前396年）
- Mago II，国王（前396年–前375年）
- Mago III，国王（前375年–前344年）
- Hanno III，国王（前344年–前340年）

Hannonian
- Hanno I the Great，王子（前340年–前337年）
- Gisco，国王（前337年–前330年）
- Hamilcar II，国王（前330年–前309年）
- Bomilcar，国王（前309年–前308年）

### 埃及
- 埃及第二十八王朝 (法老)

- 阿米尔塔尼乌斯，法老（前404年–前398年）

- 埃及第二十九王朝 (法老)

- 尼斐利提斯一世，法老（前398年–前393年）
- 普萨姆提斯，法老（前393年）
- 哈科爾，法老（前393年–前380年）
- 尼斐利提斯二世，法老（前380年）

- 埃及第三十王朝 (法老)

- 内克塔内布一世，法老（前380年–前362年）
- 塔科斯，法老（前362年–前360年）
- 内克塔内布二世，法老（前360年–前343年）

- 第二次被波斯统治（第三十一王朝）的反抗者

- Khabash（反抗者）法老（约前338年–约前335年）

- 埃及托勒密王朝 (法老)

- 托勒密一世，法老（前305年–前283年/前282年）

### 库施
- 庫施国王：

- Harsiotef，国王（前404年–前369年）
- 名不详，国王（前369年–前350年）
- Akhraten，国王（前350年–前335年）
- Amanibakhi，国王（前4世纪）
- Nastasen，国王（前335年–前315年）

### 努米底亞
- 努米底亞：东努米底亞

- Zelalsen，国王（前344年–前274年）